# Skočigrm
Skočigrm (en serbe cyrillique : Скочигрм) est un village de Bosnie-Herzégovine. Il est situé sur le territoire de la ville de Trebinje et dans la république serbe de Bosnie. Selon les premiers résultats du recensement bosnien de 2013, il compte 26 habitants.

## Géographie
Le village est situé au nord des monts Orjen, sur les bords de la rivière Jazina, un affluent de la Sušica.
Il est entouré par les localités suivantes :
|        | Jazina Župa Aranđelovo |        |
| Lastva | Skočigrm               | Vučija |
|        | Donji Orahovac         |        |

## Démographie

### Évolution historique de la population dans la localité
| 1948 | 1953 | 1961 | 1971 | 1981 | 1991 | 2013 |
| ---- | ---- | ---- | ---- | ---- | ---- | ---- |
| -    | -    | 209  | 201  | 183  | 146  | 26   |

|  |